# Magellan Financial Group
Magellan Financial Group er en australsk investeringsvirksomhed, der fokuserer på kapitalfonde og infrastruktur. Institutionelle investorer havde i 2021 73,9 mia. A$ under forvaltning, hvilket udgjorde 73 % af det samlede beløb på 101 mia. A$.